# Alexei Grigorjewitsch Rasumowski

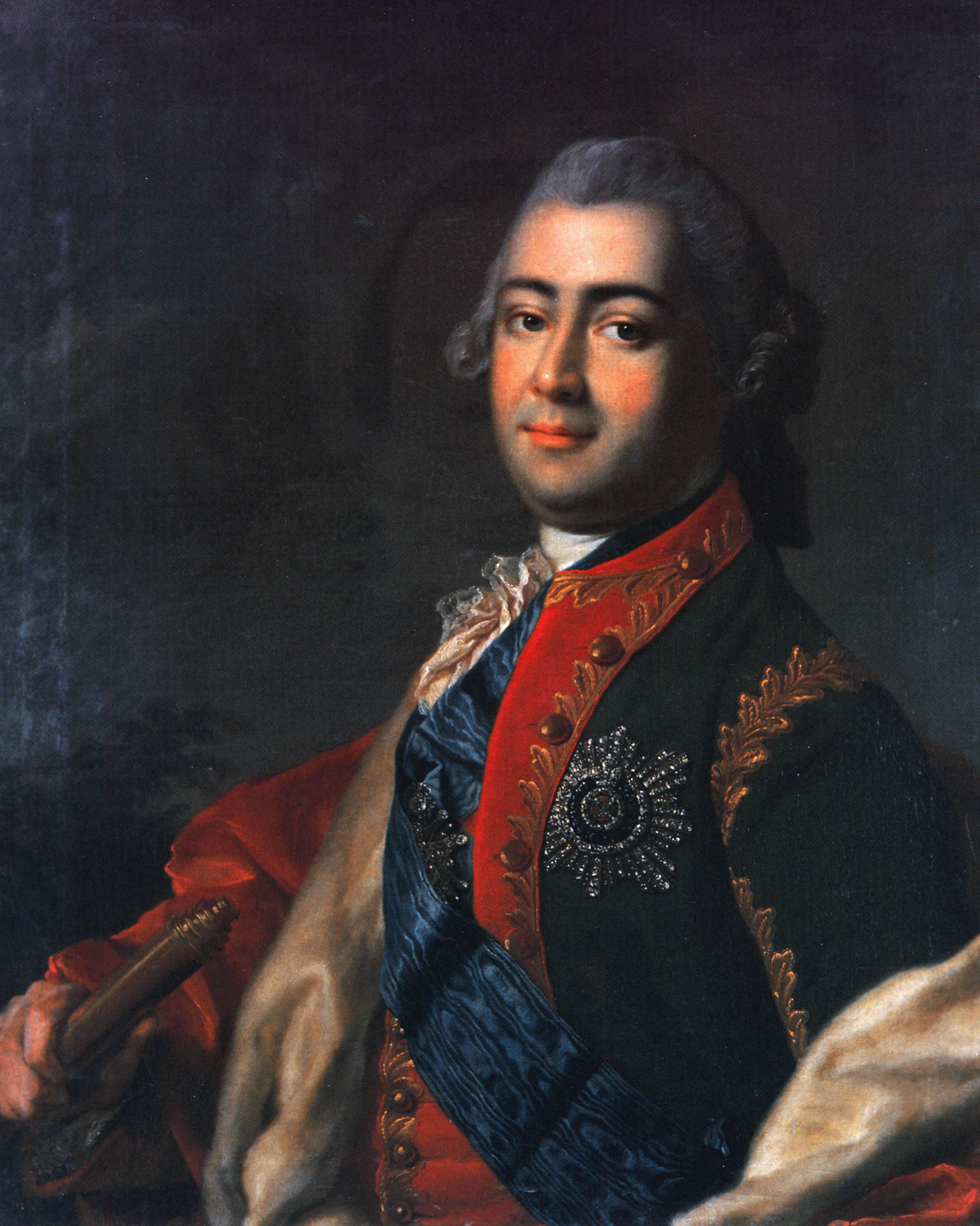
Alexei Grigorjewitsch Rasumowski

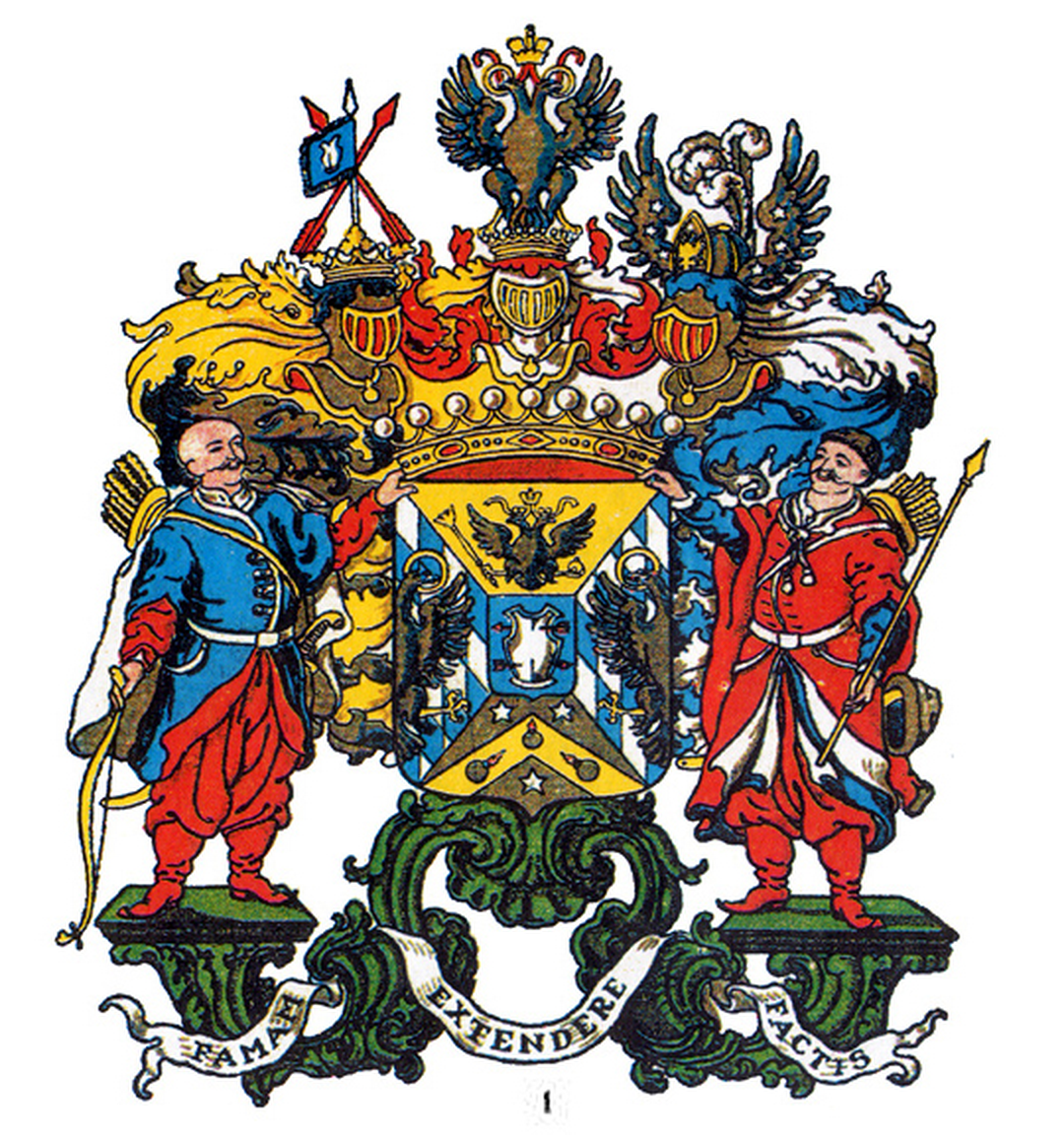
Wappen

Graf Alexei Grigorjewitsch Rasumowski (russisch Граф Алексе́й Григо́рьевич Разумо́вский; * 17. Märzjul. / 28. März 1709greg. in Lemeschi bei Koselez; † 7. Julijul. / 18. Juli 1771greg. in Sankt Petersburg) war Feldmarschall der Kaiserlich Russischen Armee und Liebhaber von Kaiserin Elisabeth Petrowna.

## Leben
Rasumowski war der Sohn eines Kosaken, sein Bruder war Kirill Grigorjewitsch Rasumowski, der letzte Hetman der Saporoger Kosaken. Er wurde für den Dienst in der Hofkapelle in Petersburg bestimmt. Sein schöner Gesang und sein vorteilhaftes Äußeres erwarben ihm das Interesse der damaligen Großfürstin, der nachmaligen Kaiserin Elisabeth, in so hohem Grad, dass er ihr Liebhaber wurde. Nach deren Thronbesteigung, zu der er wenig beigetragen hatte, wurde er Kammerherr und Oberjägermeister. Elisabeth konnte am 16. Mai 1744 Kaiser Karl VII. dazu bewegen, Rasumowski zum deutschen Reichsgrafen zu erheben, woraufhin sie ihn am 26. Juli 1744 in den russischen Grafenstand erhob. Gerüchteweise soll sie ihn 1748 auch heimlich in der Kirche des Dorfes Perowo bei Moskau geheiratet haben. Am 15. September 1756 avancierte Rasumowski zum Feldmarschall. Er erhielt große Schätze, spielte aber politisch keine Rolle. Nach der Thronbesteigung Peters III. legte er bald alle Ämter nieder, ergriff aber gegen ihn nicht Partei. Er starb 1771 als Privatmann in Petersburg. Die russische Thronprätendentin Jelisaweta Alexejewna Tarakanowa behauptete, eine Tochter Rasumowskis und Kaiserin Elisabeths zu sein.

## Auszeichnungen
- Ordens des Heiligen Alexander Newski
- Orden des Weißen Adlers
- Orden des Heiligen Andreas des Erstberufenen